# Antennaria pulmonalis
Antennaria pulmonalis är en svampart som beskrevs av Redaelli 1925. Antennaria pulmonalis ingår i släktet Antennaria och familjen Venturiaceae.   Inga underarter finns listade i Catalogue of Life.